# 卡塞谷

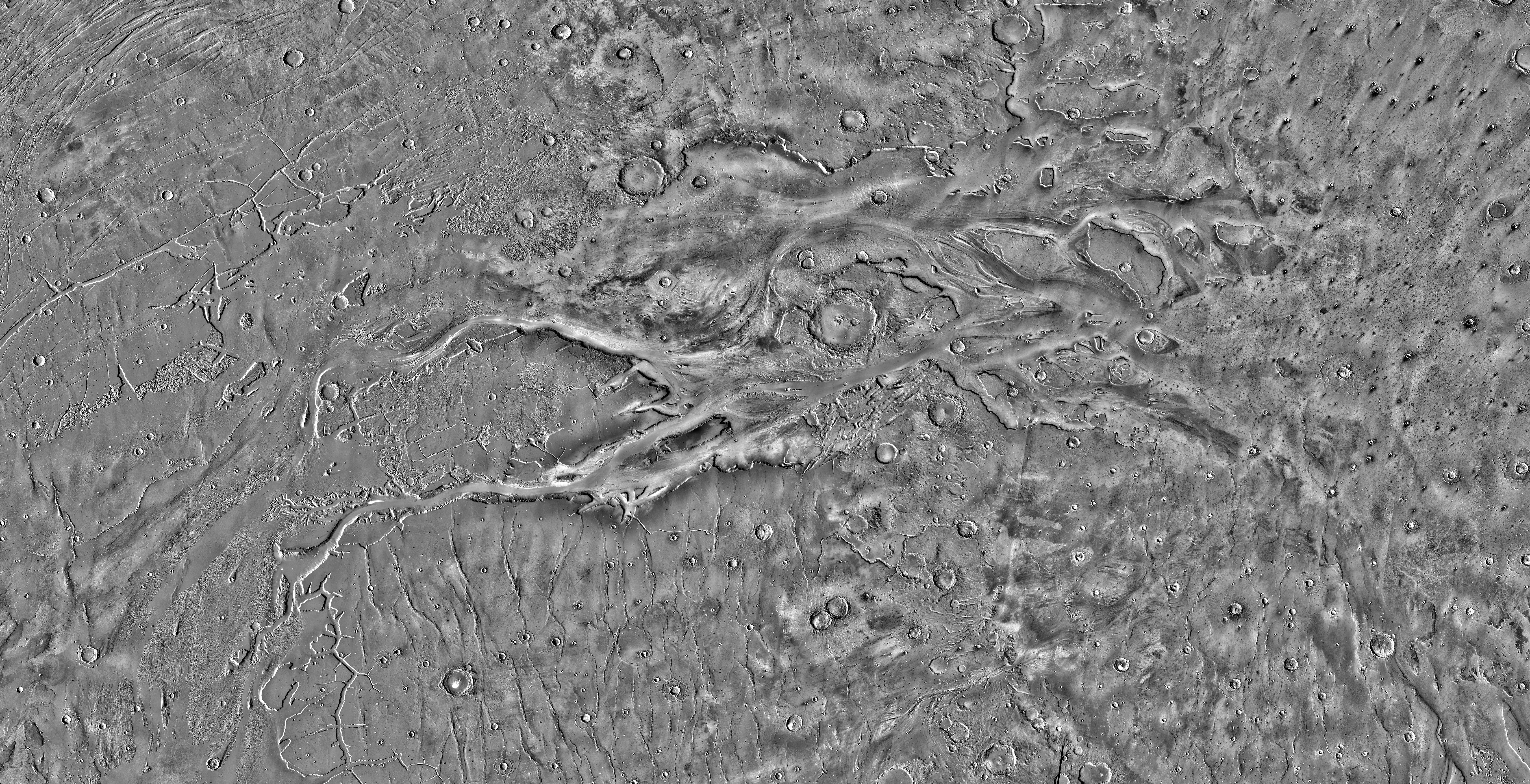
高解析度的HEMIS在白天的卡塞谷和周圍地區的紅外線馬賽克影像。

卡塞谷（Kasei Valles）是位於火星阿西达里亚海区和月沼區的一道巨大的峽谷系統，中心約位於北緯25度，西經63度，長達1,780公里。命名源自日文中的（kasei）。卡塞谷是火星上最大的溢出河道之一。

## 地理
卡塞谷位於北緯16.7度至27.3度、東經285.6度至310度，長約1400公里，最寬約500公里，谷底寬約10到20公里，深約2900公尺，上接西南方的厄科峽谷，往東北東蜿蜒進入克律塞平原。北方是滕比高地，南方是卢娜高原。大致分成南北兩條，中間隔著薩克拉桌山和沙罗諾夫陨击坑。
卡塞谷相信是由遠古時期、源自厄科峡谷的巨大洪水所造成，而洪水末期的泥流形成了谷底遍佈的犁溝般地形。後來熔岩流覆蓋了部份谷地。

## 外部連結
- Kasei Valles outflow channel system - European Space Agency
- Kasei Valles mosaic （页面存档备份，存于） (ESA)